# Маресьєв Олексій Петрович
Маресьєв Олексій Петрович (7(20) травня 1916, Камишин — 18 травня 2001) — льотчик-ас, учасник Другої світової війни у складі радянській армії, Герой Радянського Союзу.

## Біографія
Олексій Петрович Маресьєв народився 20 травня 1916 у м. Камишин (зараз Волгоградська область) у сім'ї заробітчанина, за національністю — ерзя.
Закінчив 8 класів, 3 курси робфаку. Працював механіком-дизелістом у м. Комсомольськ-на-Амурі Хабаровського краю. Закінчив аероклуб. У армії з 1937 року. Закінчив Батайську військову авіаційну школу пілотів 1940.
На фронтах Німецько-радянської війни із серпня 1941 року.
Через важке поранення, йому було ампутовано обидві ноги. Але незважаючи на інвалідність, він повернувся до авіації та літав з протезами. Всього за роки війни здійснив 86 бойових вильотів та збив 11 літаків супротивника — чотири до поранення та сім — після поранення.
Маресьєв — прототип героя повісті Бориса Полевого — «Повість про справжню людину», яка стала культовою у російському агітпропі.
Почесний громадянин Старої Загори.